# GAYM
GAYM（ガイム）は、ゲーム情報メディアであり、デジタルゲイト株式会社が運営している。
ゲームの攻略メインのメディアとしては歴史が古く2006年8月に開設されている。
開設当時は主に家庭用ゲーム機の攻略情報を掲載していたが、近年はスマートフォンアプリの攻略に力を入れている。

## 沿革
- 2006年8月 - ゲーム攻略サイト「GAYM Games」として菱沼祐作が個人で開設[1]。
- 2009年7月 - 「GAYM」に名称変更、運営が現在のデジタルゲイト株式会社に替わる[2]。